# Wilhelmstraße (Berlin)
La Wilhelmstraße (littéralement : « rue Guillaume » d'après Frédéric-Guillaume Ier) est une rue située dans les quartiers de Mitte et Kreuzberg, dans le centre historique de Berlin. Jusqu'en 1945, elle abrita nombre d'administrations du royaume de Prusse et de l'Empire allemand.
Aménagée à la suite d'un élargissement urbain dans les années 1730, la Wilhelmstrasse était, par métonymie, l'équivalent du « Quai d'Orsay » à Paris ou « 10 Downing Street » à Londres, puisque c'est ici que se trouvait l'office du Reich aux Affaires étrangères, la chancellerie et de nombreux ministères du gouvernement du Reich. Pendant la Seconde Guerre mondiale, la plupart des bâtiments ont été détruits par le bombardement et la bataille de Berlin, mais il reste encore une quinzaine d'immeubles de l'époque, aujourd'hui protégés.

## Situation et accès
Cette rue, d'environ 2,4 km de longueur, s'étend du nord au sud. Elle débute à la rive sud de la Sprée, nommée Reichstagsufer (quai du Reichstag), croise la Dorotheenstraße, le boulevard Unter den Linden à l'est de la Pariser Platz et la Leipziger Straße pour se terminer au Hallesches Ufer près de l'ancienne porte de Halle à Kreuzberg. La section devant l'ambassade britannique au sud d'Unter den Linden est piétonnière, afin de protéger le bâtiment des attentats.

## Origine du nom
La « Wilhelmstraße » tire son nom du roi Frédéric-Guillaume Ier de Prusse (en allemand : Friedrich Wilhelm I).

## Historique
Déjà à la fin du XVIIe siècle, un projet d'expansion la ville a été lancé sous le règne du « Grand Électeur » Frédéric-Guillaume Ier de Brandebourg. À l'ouest du centre-ville médiéval de Berlin et de Cölln, le nouveau quartier de Dorotheenstadt a été construit en style baroque le long d'Unter den Linden à partir des années 1670, suivi du faubourg de Friedrichstadt au sud fondé par l'électeur Frédéric III (le futur roi Frédéric Ier en Prusse) en 1688. Lorsque le Mur de douane et d'accise de Berlin a été érigé de 1734 à 1737, la construction de la rue parallèle qui s'appelait auparavant la « rue des Hussards », Husarenstraße a été achevé. À la mort du roi Frédéric-Guillaume Ier en 1740, elle a été rebaptisée Wilhelmstraße.

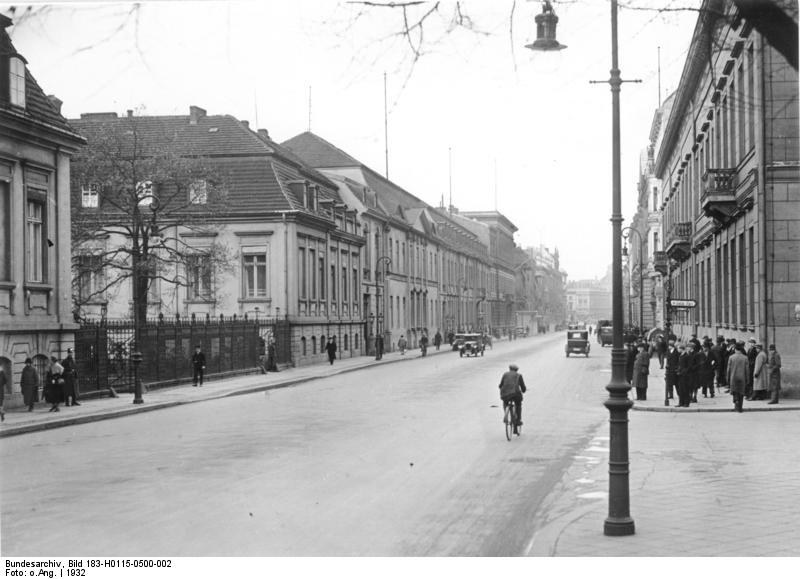
Vue de la Wilhelmstraße en 1932, avec la cour d'honneur de la chancellerie (l'ancien Palais Radziwiłł) à gauche.

C'est ici que se trouvaient de nombreux palais des princes et des ministres prussiens, notamment la résidence du feld-maréchal Curt Christophe de Schwerin devenu ensuite le siège du président du Reich, le palais de Antoni Henryk Radziwiłł, puis tard la chancellerie du Reich, et la résidence urbaine du prince Albert de Prusse (Prinz-Albrecht-Palais), bâtiments aujourd'hui disparus.

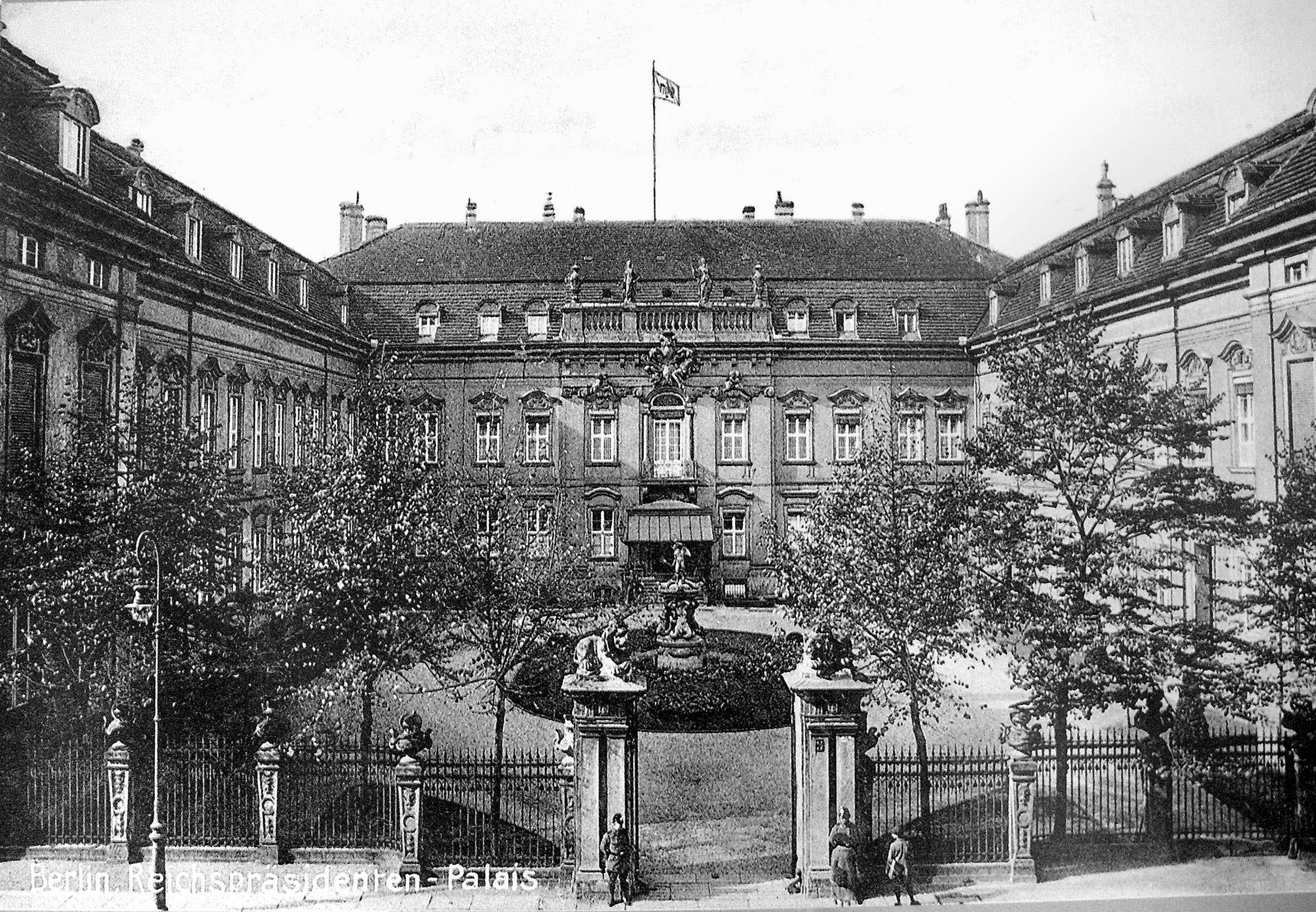
Le palais présidentiel du Reich (Reichspräsidentenpalais), sur la Wilhelmstraße.

Au début du XIXe siècle, la plupart des ministères du gouvernement prussien se sont installés le long de la rue. Après l'unification allemande de 1871, les autorités gouvernementales du nouveau Empire allemand et de nombreuses représentations diplomatiques suivirent. À l'époque du nazisme, c'était le lieu réservé aux centrales du pouvoir du Troisième Reich.
Après la Seconde Guerre mondiale, cette rue faisait partie de Berlin-Est, à l'époque où la ville était la capitale de la république démocratique allemande (RDA). Repabtisée Otto-Grotewohl-Straße en 1964, elle était l'adresse de plusieurs missions diplomatiques auprès de l'Allemagne de l'Est.

## Bâtiments remarquables et lieux de mémoire

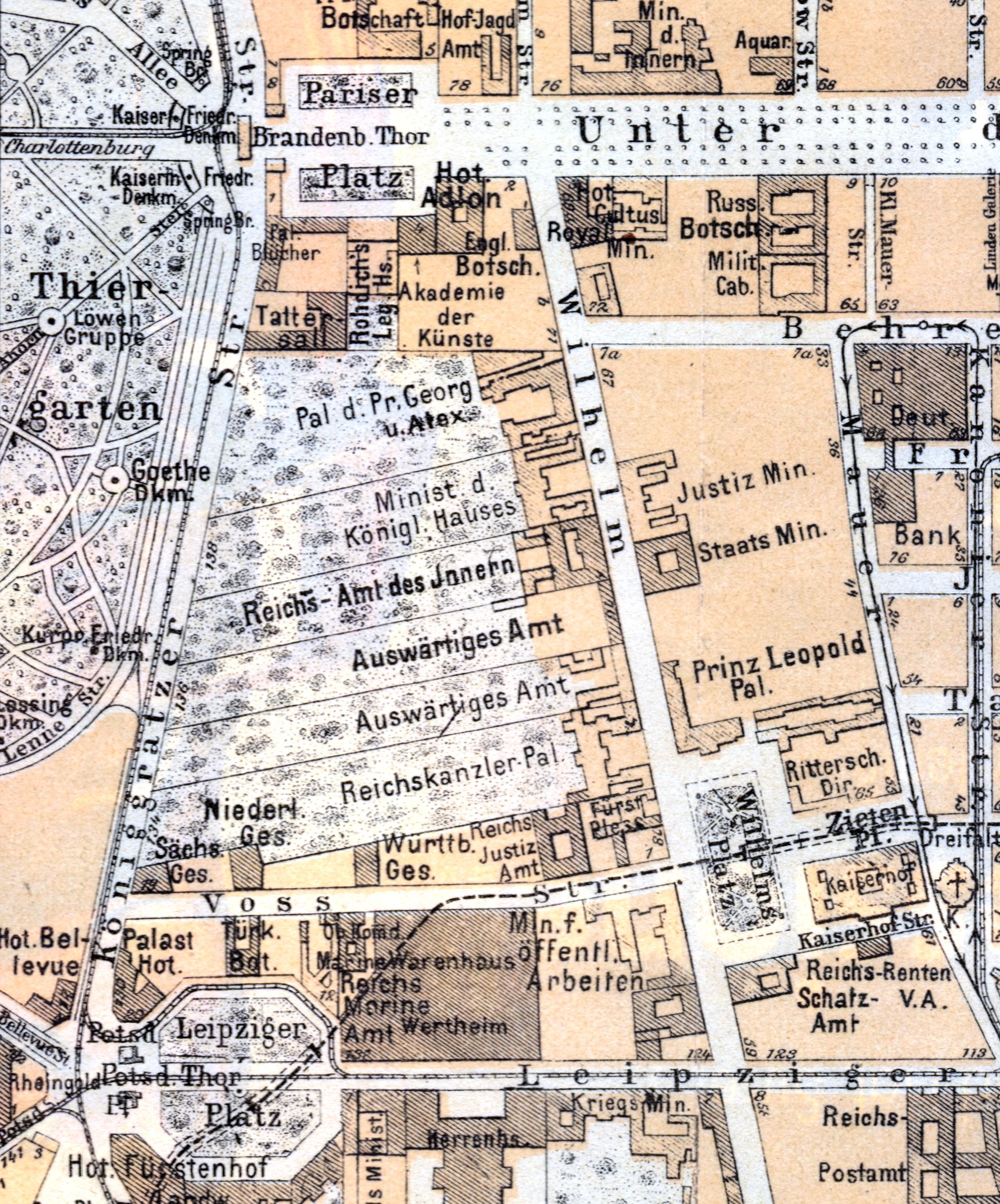
Plan de la Wilhelmstraße en 1904.

- No 23 : siège de la société de géographie de Berlin depuis 1899, détruit ;
- No 43 : station électrique E-Werk, préservée, aujourd'hui une salle de spectacles ;
- No 60-61 (au coin de la Wilhelmplatz) : office du Reich au Trésor (Reichsschatzamt), puis ministère des Finances du Reich, détruit ;
- No 8–9 Wilhelmplatz (au coin de la Wilhelmstraße) : Ordenspalais, de 1933 à 1945 ministère de l'Éducation du peuple et de la Propagande du Reich, détruit ;
- No 62 : office impérial aux Colonies, détruit ;
- No 63 : siège du ministère central prussien (Preußisches Staatsministerium), de 1934 du Secrétaire d’État auprès du ministre du Reich à l'Éducation du peuple et à la Propagande, Otto Dietrich, détruit ;
- No 64 : siège du cabinet civil (Geheimes Zivilkabinett) au roi prussien, de 1933 à 1941 de l'État-major du « Adjoint » du Führer, préservé, aujourd'hui (No 54) le siège du ministère fédéral de l'Agriculture à Berlin ;
- No 65 : siège du ministère de la Justice du Reich de 1935 à 1944, détruit ;
- No 68 : ministère de l'Éducation du Reich de 1934, préservé, de 1949 à 1990 siège du ministère de l'Éducation de la RDA ;
- No 72 : ministère de l'Alimentation et de l'Agriculture du Reich, détruit ;
- No 73 : siège du président du Reich (Reichspräsidentenpalais), détruit ;
- No 74 : siège du secrétariat d'État impérial de l'Intérieur, détruit ;
- No 75–76 : office du Reich aux Affaires étrangères (Auswärtiges Amt), puis ministère des Affaires étrangères du Reich
- No 77 : siège de la chancellerie du Reich (Reichskanzlei), détruit ;
- No 1 Voßstraé au coin de la Wilhelmstraße : Palais Borsig, de 1938 partie de la Neue Reichskanzlei, détruit ;
- No 79–80 : ministère des Transports du Reich, détruit ;
- No 81–85 : ministère de l'Aviation du Reich (Reichsluftfahrtministerium), préservé, aujourd'hui (No 97) Detlev-Rohwedder-Haus, le siège du ministère fédéral des Finances ;
- No 102 : Palais du prince Albert (Prinz-Albrecht-Palais), de 1934 le siège du Sicherheitsdienst au Reichsführer-SS et du chef de Gestapo, Reinhard Heydrich, détruit, aujourd'hui le site du musée Topographie de la terreur.

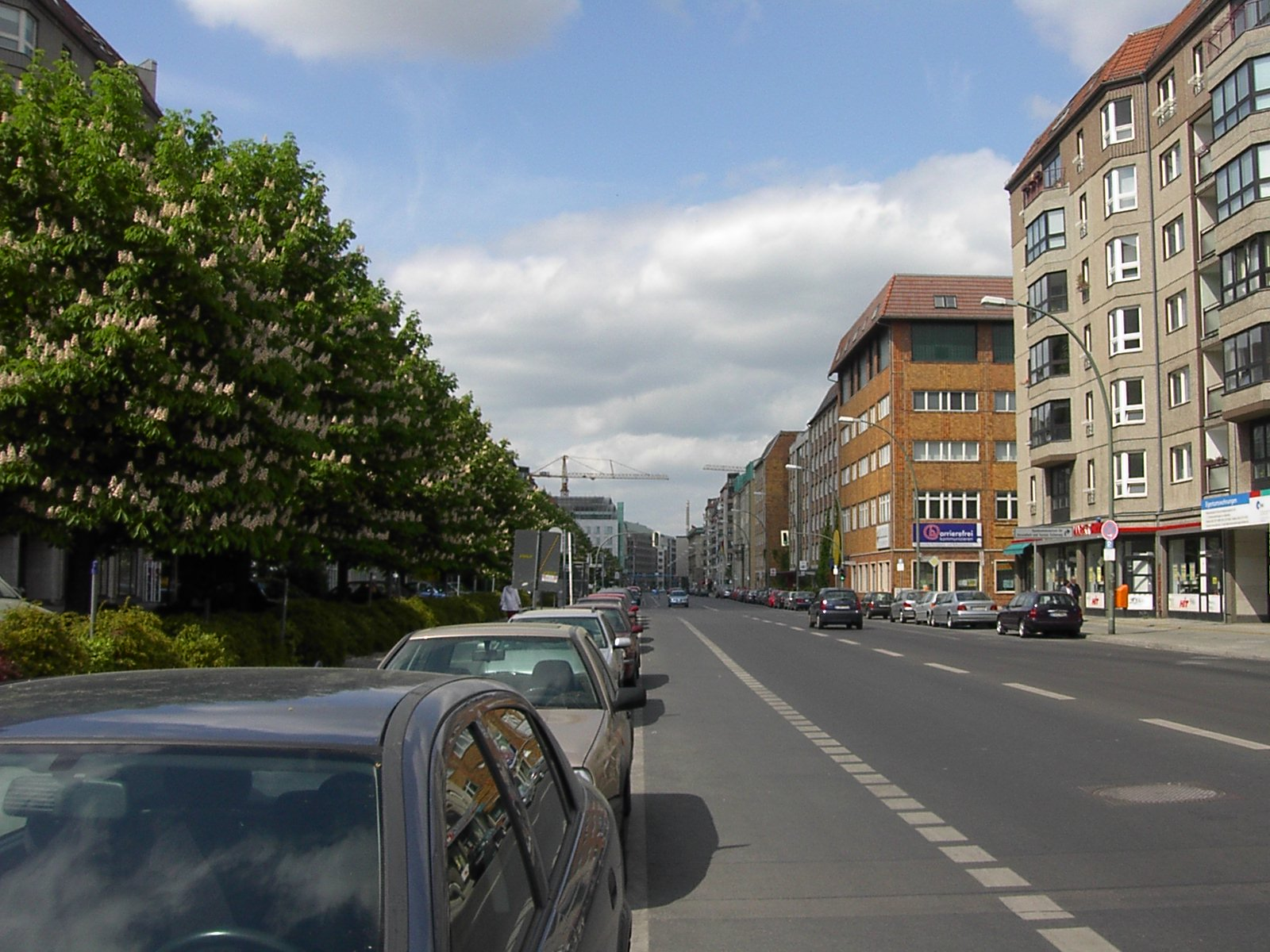
Partie nord de la Wilhelmstrasse.
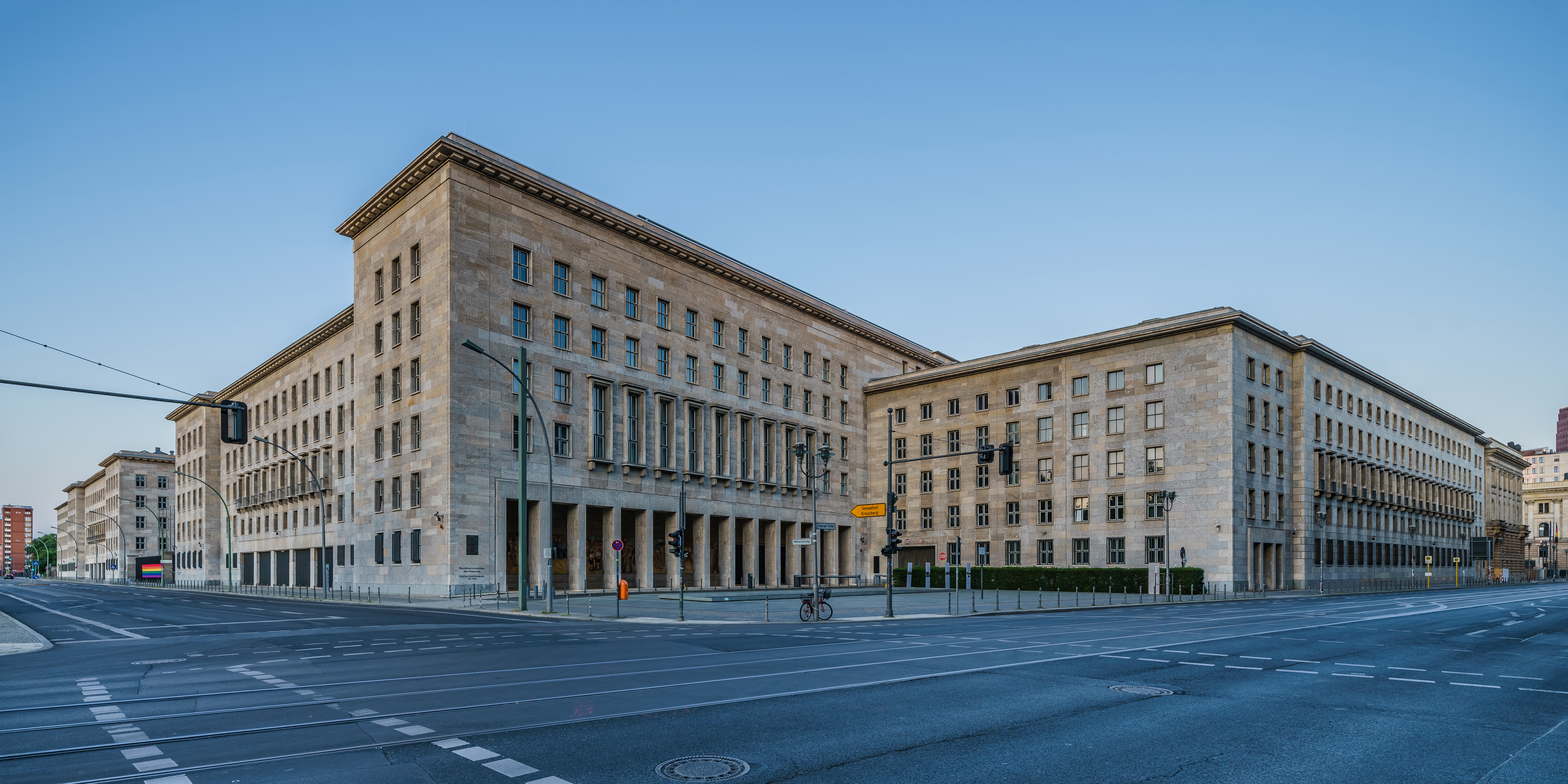
Le Detlev-Rohwedder-Haus, siège du ministère des Finances donnant sur la Wilhelmstraße, l'autre partie donnant sur la Leipziger Straße.
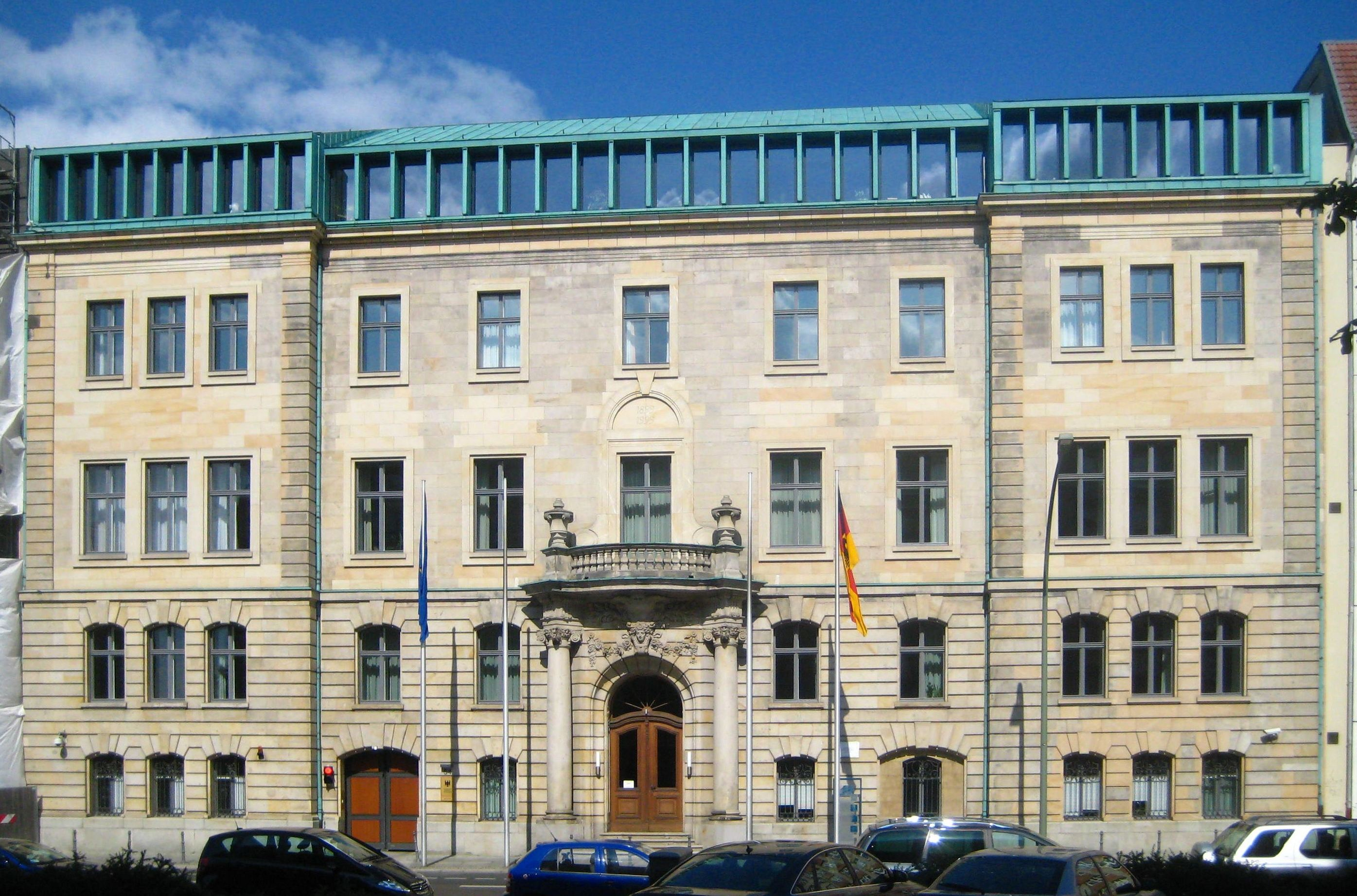
Façade de l'ancien cabinet civil de l'empereur, aujourd'hui partie du ministère fédéral de l'Agriculture.
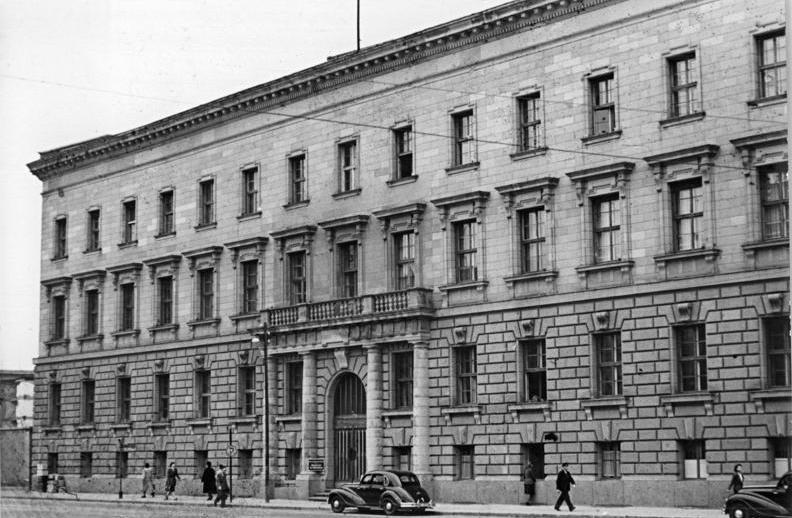
Façade de l'ancien ministère de la Culture de la Prusse, et l'ancien ministère de l'Éducation de la RDA, aujourd'hui partie du Bundestag.
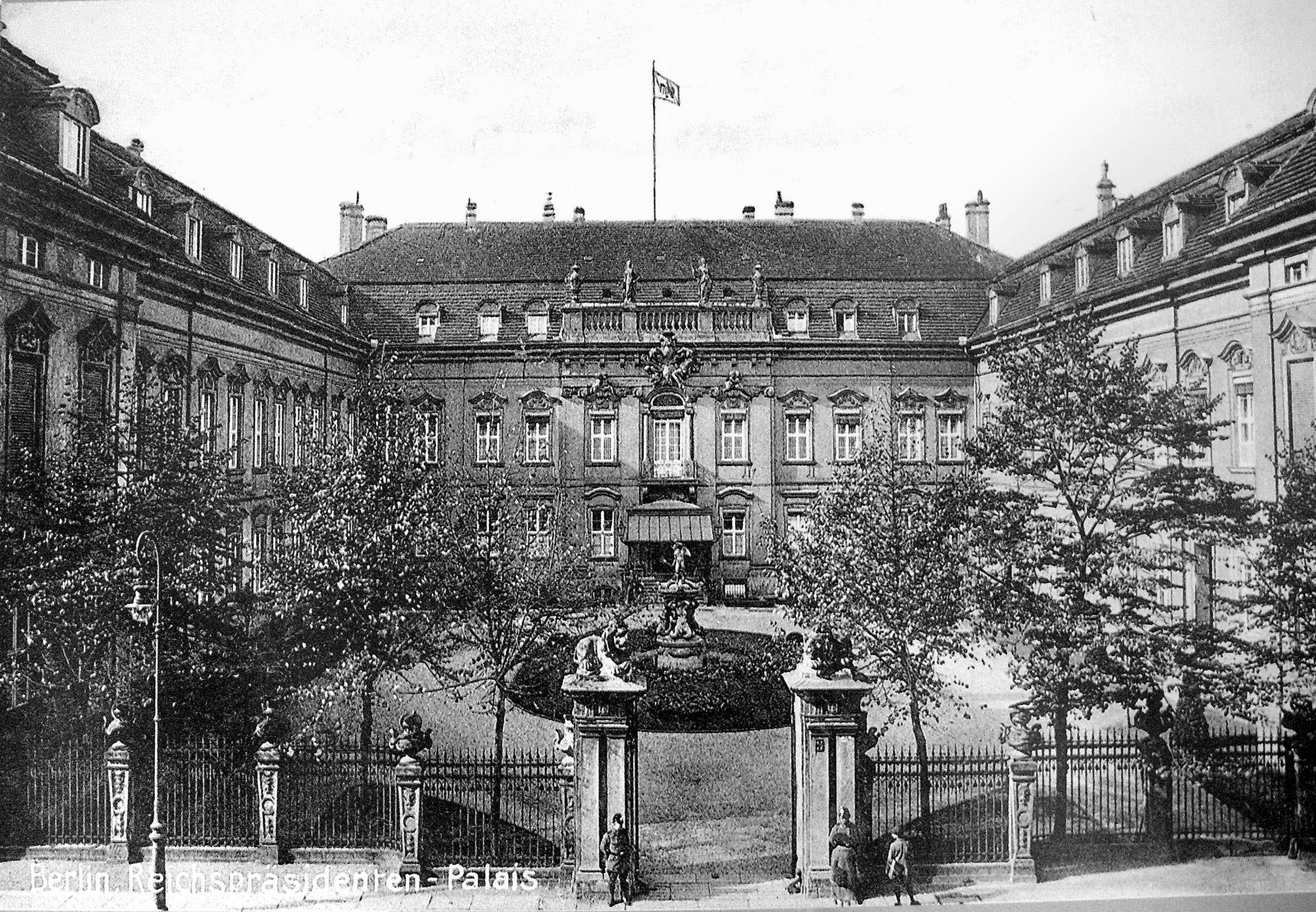
Le palais du président du Reich, qui n'a pas été sérieusement endommagé pendant la Seconde Guerre mondiale ; il fut néanmoins démoli en 1959.
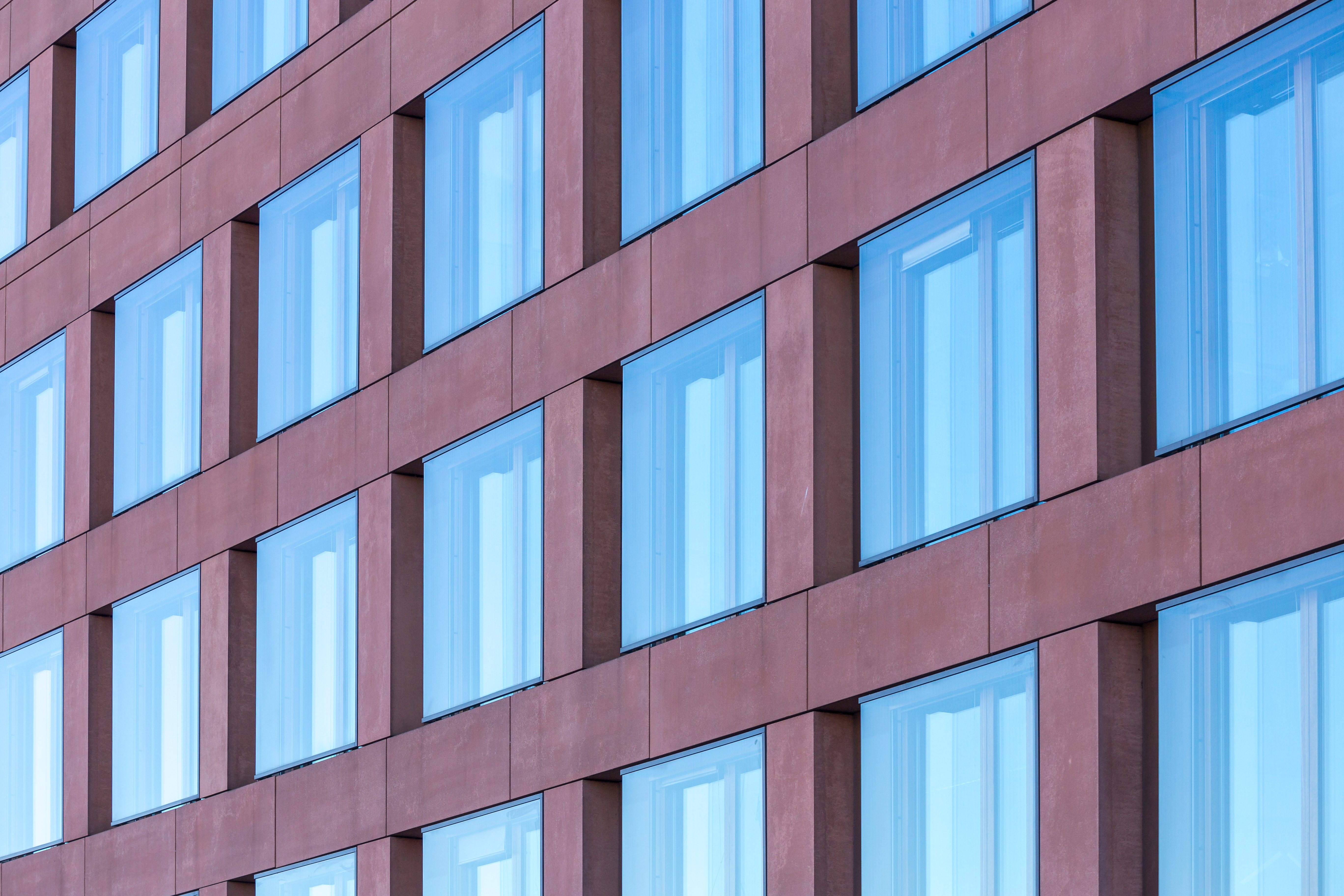
Façade des studios de la télévision ARD Hauptstadtstudio, janvier 2017.